# Petit train panoramique d'Émosson
Le petit train panoramique d'Émosson est un chemin de fer touristique de Suisse situé dans le canton du Valais, sur la commune de Finhaut. Il relie la gare des Montuires à l'extrémité amont du funiculaire du Châtelard au pied du barrage d'Émosson à l'extrémité aval du Minifunic. Avec le funiculaire du Châtelard et le Minifunic, il est intégré au complexe touristique Verticalp Emosson.

## Caractéristiques
Le petit train panoramique est en voie Decauville de 600 millimètres. Son parcours suit l'ancienne route qui menait à l'alpage d'Émosson.

## Histoire
Il a été construit en 1975 par des amateurs de chemins de fer bénévoles afin d'attirer suffisamment de touristes pour couvrir les coûts de la préservation et sauvegarde du funiculaire du Châtelard.